# Jazzy (irische Sängerin)
Yasmine Nicole Byrne (* 19. September 1996 in Dublin) alias Jazzy ist eine irische Sängerin und Musikerin. Bekannt wurde sie 2022 als Sängerin des Hits Make Me Feel Good von Belters Only. Danach hatte sie zahlreiche eigene Erfolge wie den Nummer-eins-Hit Giving Me.

## Biografie
Yasmine Byrne wuchs mit zwei Geschwistern bei der irischen Mutter, aber ohne ihren jamaikanischen Vater, im Stadtteil Crumlin im Südteil Dublins auf. Ein Schulprogramm zur Musikförderung erlaubte es ihr, Geige zu lernen und im Schulorchester zu spielen. Neben der Reggae-Musik, die sie von zuhause kannte, beeinflusste sie in der Jugend vor allem amerikanischer R&B. Nach ihrem 18. Geburtstag besuchte sie erstmals einen Nachtclub und von den DJs inspiriert wandte sie sich der Clubmusic zu. Über ihren Freundeskreis lernte sie den DJ Ross Mooney kennen und überredete ihn, ihr das DJ-Handwerk beizubringen. Die beiden wurden später ein Paar.
Über Mooney kam sie wiederum mit Conor Bissett und Robert Griffiths von Belters Only in Verbindung. Gemeinsam nahmen sie 2022 den Song Make Me Feel Good auf, bei dem Jazzy den Gesang beisteuerte. Er wurde ein großer Clubhit in England, wo er Platz 4 und Doppelplatin erreichte. In Byrnes Heimat Irland kam er sogar auf Platz 1 und erreichte als erster Dance-Track aus Irland Diamant-Status. Sie bekam daraufhin einen eigenen Plattenvertrag und kündigte ihren Job. Nach einer zweiten Belters-Only-Single produzierten sie gemeinsam ihre erste eigene Single Giving Me. Auch sie wurde wieder ein großer Hit in England und ihre zweite irische Nummer eins, erneut mit Diamant-Auszeichnung. Bei YouTube wurde er 2023 über 150 Millionen Mal abgerufen und war der meistgestreamte Song des Jahres in Irland.
Beim heimischen Choice Music Prize wurde Jazzy daraufhin als beste Newcomerin und beste Künstlerin aus Irland ausgezeichnet. Bei den Forbes 30 Under 30 bekam sie einen Platz unter den europäischen Unterhaltungskünstlern. In Großbritannien wurde Giving Me bei den Brit Awards 2024 als bester internationaler Song und beim Ivor Novello Award als am häufigsten gespielter Song nominiert.
Mit ihren nächsten Veröffentlichungen setzte sie ihre Karriere erfolgreich fort und ließ weitere Chartplatzierungen in Irland und auch in den britischen Top 100 folgen. 2025 nahm sie mit Sonny Fodera den Song Somedays auf, der in beiden Ländern auf Platz 5 kam und ihr eine zweite Brit-Award-Nominierung brachte.

## Diskografie

### Alben
| Jahr | Titel          | Höchstplatzierung, Gesamtwochen, AuszeichnungChartplatzierungen (Jahr, Titel, Platzierungen, Wochen, Auszeichnungen, Anmerkungen) | Höchstplatzierung, Gesamtwochen, AuszeichnungChartplatzierungen (Jahr, Titel, Platzierungen, Wochen, Auszeichnungen, Anmerkungen) | Anmerkungen                            |
| Jahr | Titel          | IE | UK | Anmerkungen                            |
| ---- | -------------- | --- | --- | -------------------------------------- |
| 2023 | Constellations | IE21 (16 Wo.)IE | — | Erstveröffentlichung: 20. Oktober 2023 |

EP
- No Bad Vibes (2024)

### Lieder
| Jahr | Titel Album                                      | Höchstplatzierung, Gesamtwochen, AuszeichnungChartplatzierungen (Jahr, Titel, Album, Platzierungen, Wochen, Auszeichnungen, Anmerkungen) | Höchstplatzierung, Gesamtwochen, AuszeichnungChartplatzierungen (Jahr, Titel, Album, Platzierungen, Wochen, Auszeichnungen, Anmerkungen) | Anmerkungen                             |
| Jahr | Titel Album                                      | IE | UK | Anmerkungen                             |
| ---- | ------------------------------------------------ | --- | --- | --------------------------------------- |
| 2022 | Make Me Feel Good Belters Only featuring Jazzy   | IE1 Diamant · (54 Wo.)IE | UK4 ×2Doppelplatin · (38 Wo.)UK | Erstveröffentlichung: 26. November 2021 |
| 2022 | Don’t Stop Just Yet Belters Only featuring Jazzy | IE15 (26 Wo.)IE | UK84 Silber · (10 Wo.)UK |                                         |
| 2023 | Giving Me                                        | IE1 Diamant · (44 Wo.)IE | UK3 Platin · (32 Wo.)UK | Erstveröffentlichung: 10. März 2023     |
| 2023 | Feel It                                          | IE22 (15 Wo.)IE | UK35 Silber · (9 Wo.)UK | Erstveröffentlichung: 21. Juli 2023     |
| 2023 | NRG                                              | IE20 (9 Wo.)IE | — | Erstveröffentlichung: 6. Oktober 2023   |
| 2023 | Life Lesson Belters Only, Sonny Fodera & Jazzy   | IE23 (17 Wo.)IE | — | Erstveröffentlichung: 27. Oktober 2023  |
| 2024 | Shooting Star                                    | IE34 (15 Wo.)IE | UK98 (3 Wo.)UK | Erstveröffentlichung: 2. Februar 2024   |
| 2024 | Zeros Cassö & Jazzy featuring Headie One         | IE91 (2 Wo.)IE | UK92 (1 Wo.)UK | Erstveröffentlichung: 14. Juni 2024     |
| 2024 | Make Up                                          | IE62 (9 Wo.)IE | — | Erstveröffentlichung: 12. Juli 2024     |
| 2024 | Somedays Sonny Fodera featuring Jazzy & D.O.D.   | IE5 (25 Wo.)IE | UK5 Gold · (… Wo.)UK | Erstveröffentlichung: 26. Juli 2024     |
| 2024 | No Bad Vibes Jazzy featuring Kilimanjaro         | IE84 (3 Wo.)IE | UK50 Silber · (… Wo.)UK | Erstveröffentlichung: 18. Oktober 2024  |
| 2025 | High in the Moment Belters Only & Jazzy          | IE44 (12 Wo.)IE | — | Erstveröffentlichung: 21. Februar 2025  |
| 2025 | Closer to the Floor Jazzy & Ankhoi               | — | UK82 (2 Wo.)UK | Erstveröffentlichung: 18. April 2025    |
| 2025 | High On Me Rossi & Jazzy                         | — | UK19 (… Wo.)UK | Erstveröffentlichung: 20. Juni 2025     |
| 2025 | All This Time Sonny Fodera & Jazzy               | — | UK51 (… Wo.)UK | Erstveröffentlichung: 18. Juli 2025     |

Weitere Lieder
- We Groovin’ (mit Jamie Jones, 2024)
- The Heat (mit Alok, 2024)

## Auszeichnungen für Musikverkäufe
| Goldene Schallplatte - Brasilien - 2025: für die Single Giving Me - Griechenland - 2025: für die Single No Bad Vibes |

Anmerkung: Auszeichnungen in Ländern aus den Charttabellen bzw. Chartboxen sind in ebendiesen zu finden.
| Land/RegionAuszeichnungen für Musikverkäufe (Land/Region, Auszeichnungen, Verkäufe, Quellen) | Silber     | Gold     | Platin     | Diamant     | Verkäufe  | Quellen             |
| -------------------------------------------------------------------------------------------- | ---------- | -------- | ---------- | ----------- | --------- | ------------------- |
| Brasilien (PMB)                                                                              | —          | Gold1    | —          | —           | 20.000    | pro-musicabr.org.br |
| Griechenland (IFPI)                                                                          | —          | Gold1    | —          | —           | 10.000    | Einzelnachweise     |
| Irland (IRMA)                                                                                | —          | —        | —          | 2× Diamant2 | —         | irishpost.com       |
| Vereinigtes Königreich (BPI)                                                                 | 3× Silber3 | Gold1    | 3× Platin3 | —           | 2.800.000 | bpi.co.uk           |
| Insgesamt                                                                                    | 3× Silber3 | 3× Gold3 | 3× Platin3 | 2× Diamant2 |           |                     |

## Auszeichnungen
- Choice Music Prize[2]
  - 2024: Artist of the Year; Breakthrough Artist of the Year

- Brit Awards
  - 2024: Nominierung bester internationaler Song für Giving Me
  - 2025: Nominierung bester Song für Somedays (Sonny Fodera featuring Jazzy)